# 요나스 예렙코
요나스 예렙코(스웨덴어: Jonas Jerebko, 스웨덴어 발음: [ˈjuːnas jɛˈrɛbːkʊ], 1987년 3월 2일~)는 스웨덴의 농구 선수로 미국 프로 농구 리그인 전미 농구 협회(NBA) 리그의 디트로이트 피스턴스, 보스턴 셀틱스, 유타 재즈, 골든스테이트 워리어스에서 뛰었다.

## 국가대표팀 경력
2005년 1월에 스웨덴 U-18 대표팀에 발탁되어 발트해 U-18 농구컵 대회에서 우승을 차지했다. 같은 해에 성인 대표팀에 발탁되었고, 12월 5일에 라트비아와의 친선 경기를 통해 대표팀 첫 경기를 가졌다. 2013년에는 슬로베니아에서 열린 FIBA 유로바스켓 2013에 스웨덴 국가대표로 참가하였다.

## 경력 통계

### NBA

#### 정규 시즌
| 시즌    | 팀         | 경기 | 선발 | 출장시간 | 야투% | 3점슛% | 자유투% | 리바운드 | 어시스트 | 스틸 | 블록 | 득점 |
| ------- | ---------- | ---- | ---- | -------- | ----- | ------ | ------- | -------- | -------- | ---- | ---- | ---- |
| 2009–10 | 디트로이트 | 80   | 73   | 27.9     | .481  | .313   | .710    | 6.0      | .7       | 1.0  | .4   | 9.3  |
| 2011–12 | 디트로이트 | 64   | 13   | 22.9     | .468  | .302   | .806    | 4.8      | .7       | .6   | .3   | 8.7  |
| 2012–13 | 디트로이트 | 49   | 2    | 18.2     | .449  | .301   | .773    | 3.8      | .9       | .8   | .2   | 7.7  |
| 2013–14 | 디트로이트 | 64   | 0    | 11.6     | .471  | .419   | .729    | 2.7      | .6       | .3   | .1   | 4.2  |
| 경력    |            | 256  | 88   | 20.7     | .469  | .326   | .752    | 4.5      | .7       | .7   | .3   | 7.6  |